# J. League Division 2 2004
La J. League Division 2 2004 fue la sexta temporada de la J. League Division 2. Contó con la participación de doce equipos. El torneo comenzó el 13 de marzo y terminó el 27 de noviembre de 2004.
Los nuevos participantes fueron los equipos descendidos de la J. League Division 1: Vegalta Sendai y Kyoto Purple Sanga, quienes habían ascendido en la temporada 2001. Por otro lado, el campeón de la Japan Football League, Otsuka Pharmaceutical, no fue admitido para competir en la segunda categoría debido a que no contaba con la infraestructura para hacerlo.
El campeón fue Kawasaki Frontale, por lo que ascendió a Primera División. Por otra parte, salió subcampeón Omiya Ardija, quien también ganó su derecho a disputar la J. League Division 1.

## Ascensos y descensos
| Descendidos de la J. League Division 2 2003 |
| ------------------------------------------- |
| No hubo                                     |

| Ascendidos a la J. League Division 2 2004 |
| ----------------------------------------- |
| No hubo                                   |

| Pos | Ascendidos a la J. League Division 1 2004 |
| --- | ----------------------------------------- |
| 1.º | Albirex Niigata                           |
| 2.º | Sanfrecce Hiroshima                       |

| Pos  | Descendidos de la J. League Division 1 2003 |
| ---- | ------------------------------------------- |
| 15.º | Vegalta Sendai                              |
| 16.º | Kyoto Purple Sanga                          |

## Reglamento de juego
El torneo se disputó en un formato de todos contra todos a doble ida y vuelta, de manera tal que cada equipo debió jugar dos partidos de local y dos de visitante contra sus otros once contrincantes. Una victoria se puntuaba con tres unidades, mientras que el empate valía un punto y la derrota, ninguno.
Para desempatar se utilizaron los siguientes criterios:
1. Puntos
2. Diferencia de goles
3. Goles anotados
4. Resultados entre los equipos en cuestión
5. Desempate o sorteo

Los dos equipos con más puntos al final del campeonato ascenderían a la J. League Division 1 2005. El tercero jugaría una promoción con el 16º de la tabla general de la J. League Division 1 2004 en serie de dos partidos, a ida y vuelta. En caso de empate en el marcador global, se jugaría una prórroga sin gol de oro; si aún persistía la igualdad, se ejecutaría una tanda de penales.

## Tabla de posiciones
| Pos. | Equipo                | Pts. | PJ | G  | E  | P  | GF  | GC | Dif. | Ascenso                               |
| ---- | --------------------- | ---- | -- | -- | -- | -- | --- | -- | ---- | ------------------------------------- |
| 1    | Kawasaki Frontale (C) | 105  | 44 | 34 | 3  | 7  | 104 | 38 | +66  | Ascendido a J. League Division 1 2005 |
| 2    | Omiya Ardija          | 87   | 44 | 26 | 9  | 9  | 63  | 38 | +25  | Ascendido a J. League Division 1 2005 |
| 3    | Avispa Fukuoka        | 76   | 44 | 23 | 7  | 14 | 56  | 41 | +15  | Promoción J1/J2                       |
| 4    | Montedio Yamagata     | 71   | 44 | 19 | 14 | 11 | 58  | 51 | +7   |                                       |
| 5    | Kyoto Purple Sanga    | 69   | 44 | 19 | 12 | 13 | 65  | 53 | +12  |                                       |
| 6    | Vegalta Sendai        | 59   | 44 | 15 | 14 | 15 | 62  | 66 | −4   |                                       |
| 7    | Ventforet Kofu        | 58   | 44 | 15 | 13 | 16 | 51  | 46 | +5   |                                       |
| 8    | Yokohama F.C.         | 52   | 44 | 10 | 22 | 12 | 42  | 50 | −8   |                                       |
| 9    | Mito HollyHock        | 37   | 44 | 6  | 19 | 19 | 33  | 60 | −27  |                                       |
| 10   | Shonan Bellmare       | 36   | 44 | 7  | 15 | 22 | 39  | 64 | −25  |                                       |
| 11   | Sagan Tosu            | 35   | 44 | 8  | 11 | 25 | 32  | 66 | −34  |                                       |
| 12   | Consadole Sapporo     | 30   | 44 | 5  | 15 | 24 | 30  | 62 | −32  |                                       |

 Fuente: J. League Data Site: 2004 J.LEAGUE Division 2 League table
Criterios de clasificación: 1) puntos; 2) diferencia de goles; 3) número de goles marcados; 4) resultados entre los equipos en cuestión.

## Promoción J1/J2
| 4 de diciembre de 2004, 13:03 (UTC+9) | Avispa Fukuoka | 0:2 (0:0) | Kashiwa Reysol       | Estadio Ōmiya, Saitama                                         |                                                                |
|                                       |                | Reporte   | Ōno 47' · Yazawa 89' | Asistencia: 20.522 espectadores Árbitro(s): Toshimitsu Yoshida | Asistencia: 20.522 espectadores Árbitro(s): Toshimitsu Yoshida |

| 12 de diciembre de 2004, 15:04 (UTC+9) | Kashiwa Reysol         | 2:0 (0:0) | Avispa Fukuoka | Estadio Hitachi, Kashiwa                                   |                                                            |
|                                        | Unozawa 57' · Hato 61' | Reporte   |                | Asistencia: 13.149 espectadores Árbitro(s): Jōji Kashihara | Asistencia: 13.149 espectadores Árbitro(s): Jōji Kashihara |

Kashiwa Reysol ganó por 4 a 0 en el marcador global y se mantuvo en la Primera División para la temporada 2005, al mismo tiempo que Avispa Fukuoka permaneció en la J. League Division 2.

## Campeón
|                                      |
|                                      |
| Campeón Kawasaki Frontale 2.º título |